# راينر بلات
راينر بلات (بالألمانية: Rainer Blatt)‏ هو فيزيائي ألماني، ولد في 8 سبتمبر 1952 في إيدار-أوبرشتاين في ألمانيا.